# Hanseniella unguiculata
Hanseniella unguiculata är en mångfotingart som först beskrevs av Hansen 1903.  Hanseniella unguiculata ingår i släktet syddvärgfotingar, och familjen snabbdvärgfotingar. Inga underarter finns listade i Catalogue of Life.